# شاه ۲۳۰۵
سیارک ۲۳۰۵ (به انگلیسی: 2305 King، نامگذاری:1980RJ1) دو هزار و سیصد و پنجمین سیارک کشف شده‌است که در ۱۲ سپتامبر ۱۹۸۰ کشف شد.
قدر مطلق سیارک برابر ۱۱٫۸۰ است.